# Magyarország forrásainak listája emberi fogyasztásra való alkalmasságuk alapján
Magyarországon több ezer forrás tör elő a föld mélyéből, melyek közül számos forrásnak külön nevet is adtak. Ezen források többnyire turistautak mentén, vagy városok, települések lakott településrészein találhatóak. Fontos azonban tisztában lenni azzal, hogy nem minden forrás vize iható. Vannak olyan források, melyek bakteriológiailag nem alkalmasak emberi fogyasztásra. Más források vizét azok kémiai összetétele teszi emberi fogyasztásra alkalmatlanná. Bizonyos források vize csak olyan mértékben szennyezett, hogy azt csupán gyermekek számára tartják alkalmatlannak. Számos forrás vízminőségét rendszeresen ellenőrzik a szakemberek. 

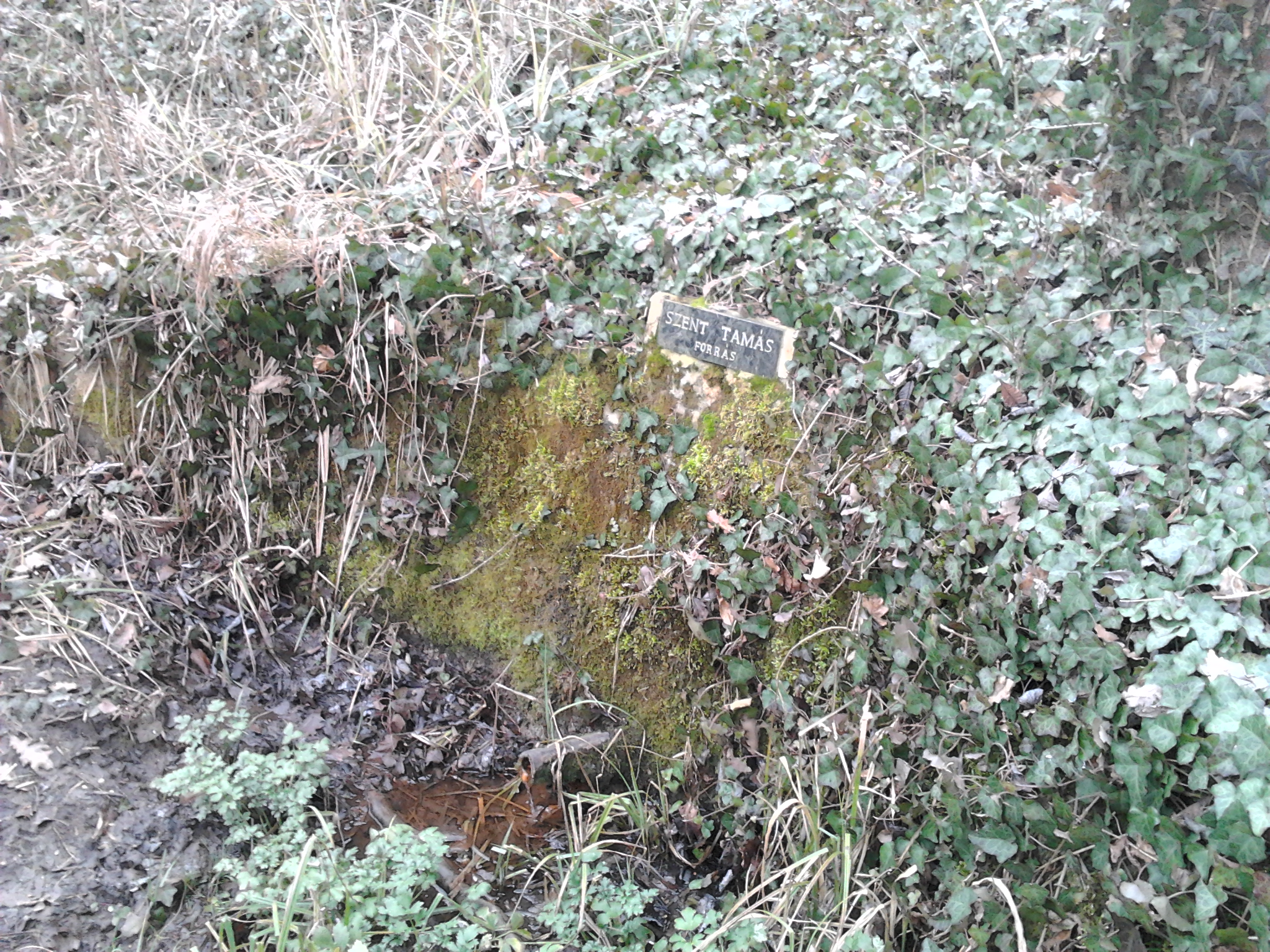
A Szent Tamás forrás Tata délnyugati részén. Vize nem alkalmas emberi fogyasztásra

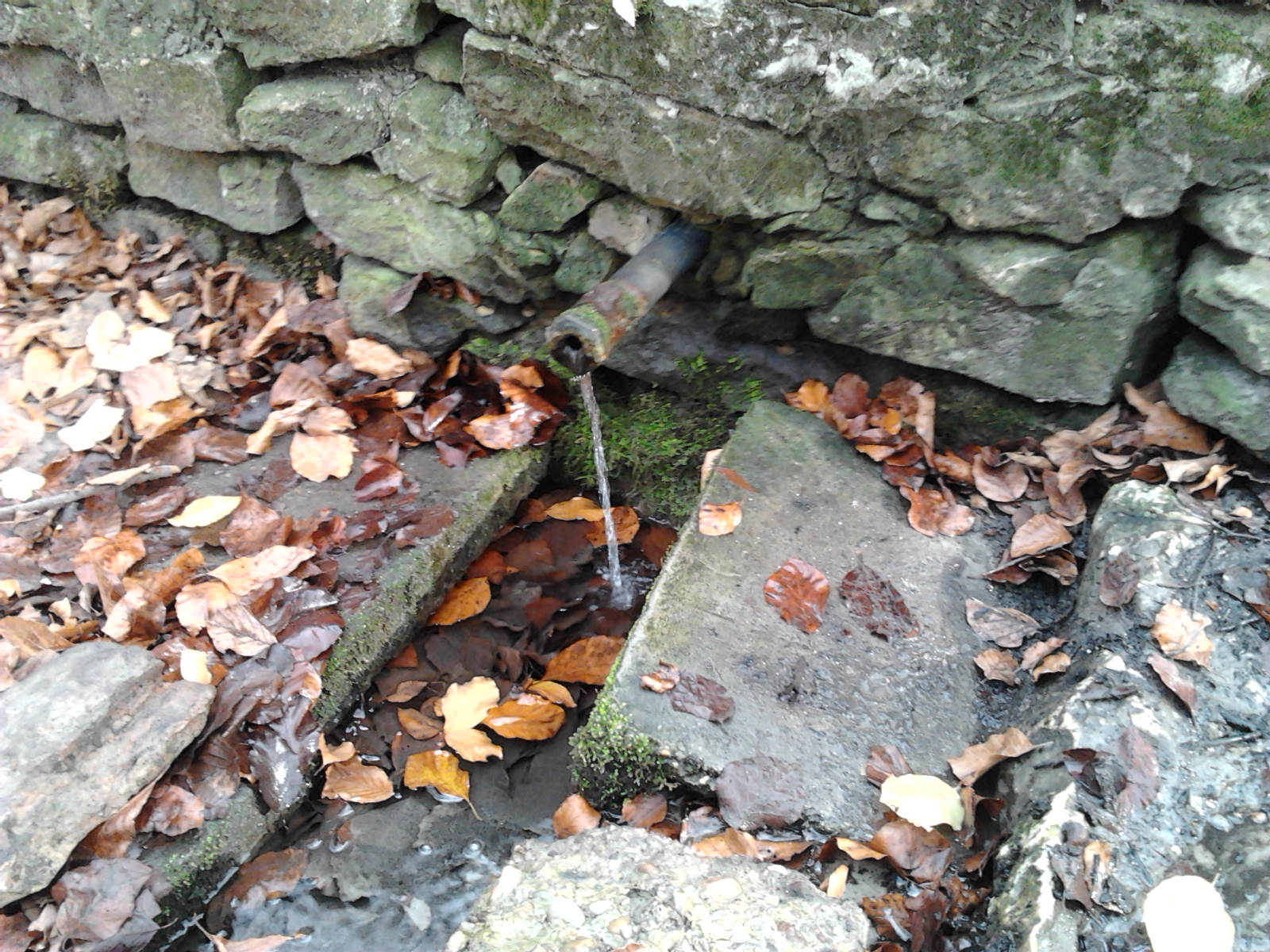
A Szép Ilonka-forrás a Vértesben. Vize iható

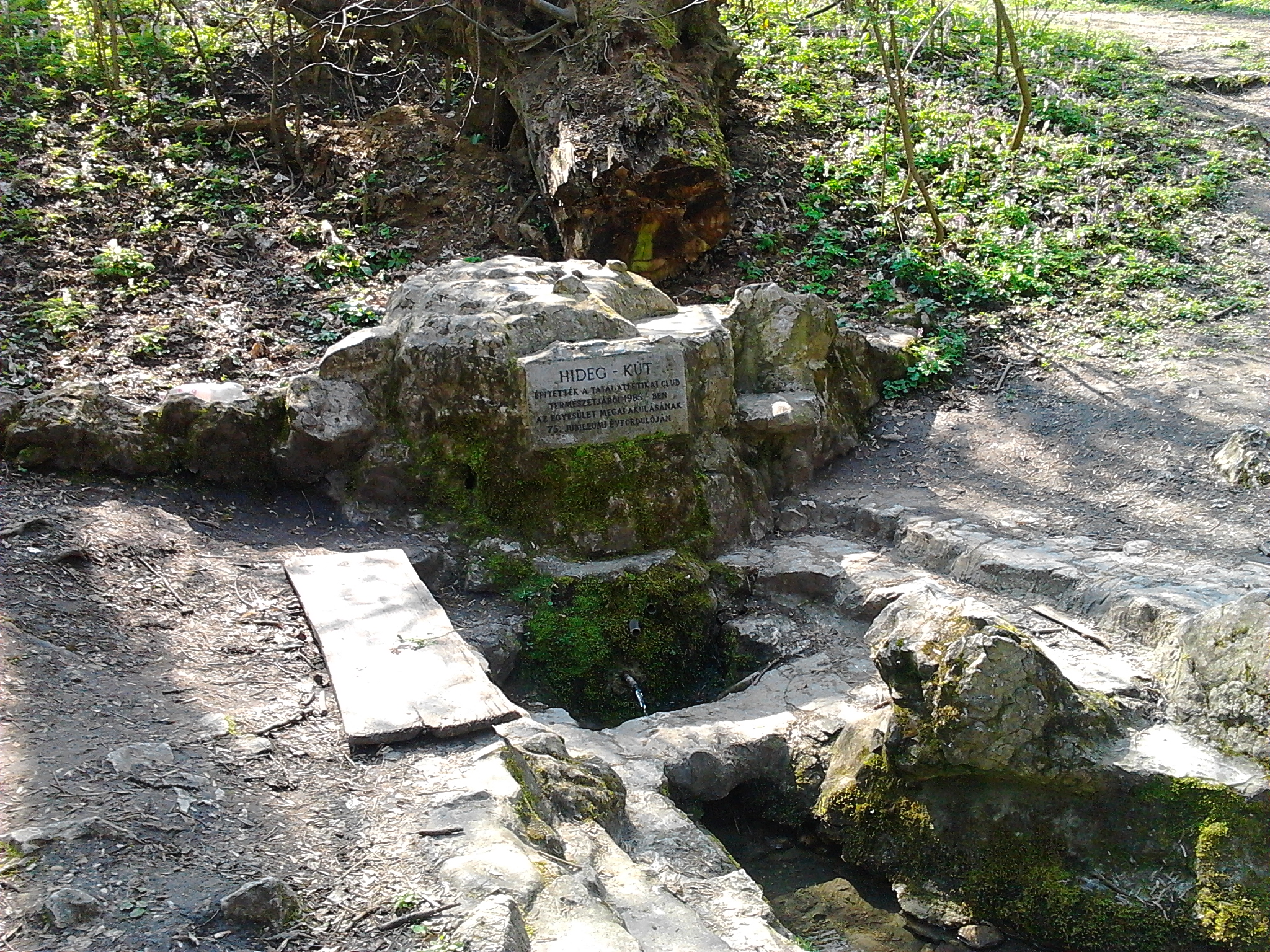
A Hideg-kút forrás a Gerecsében található, Agostyán és Tardos közt.

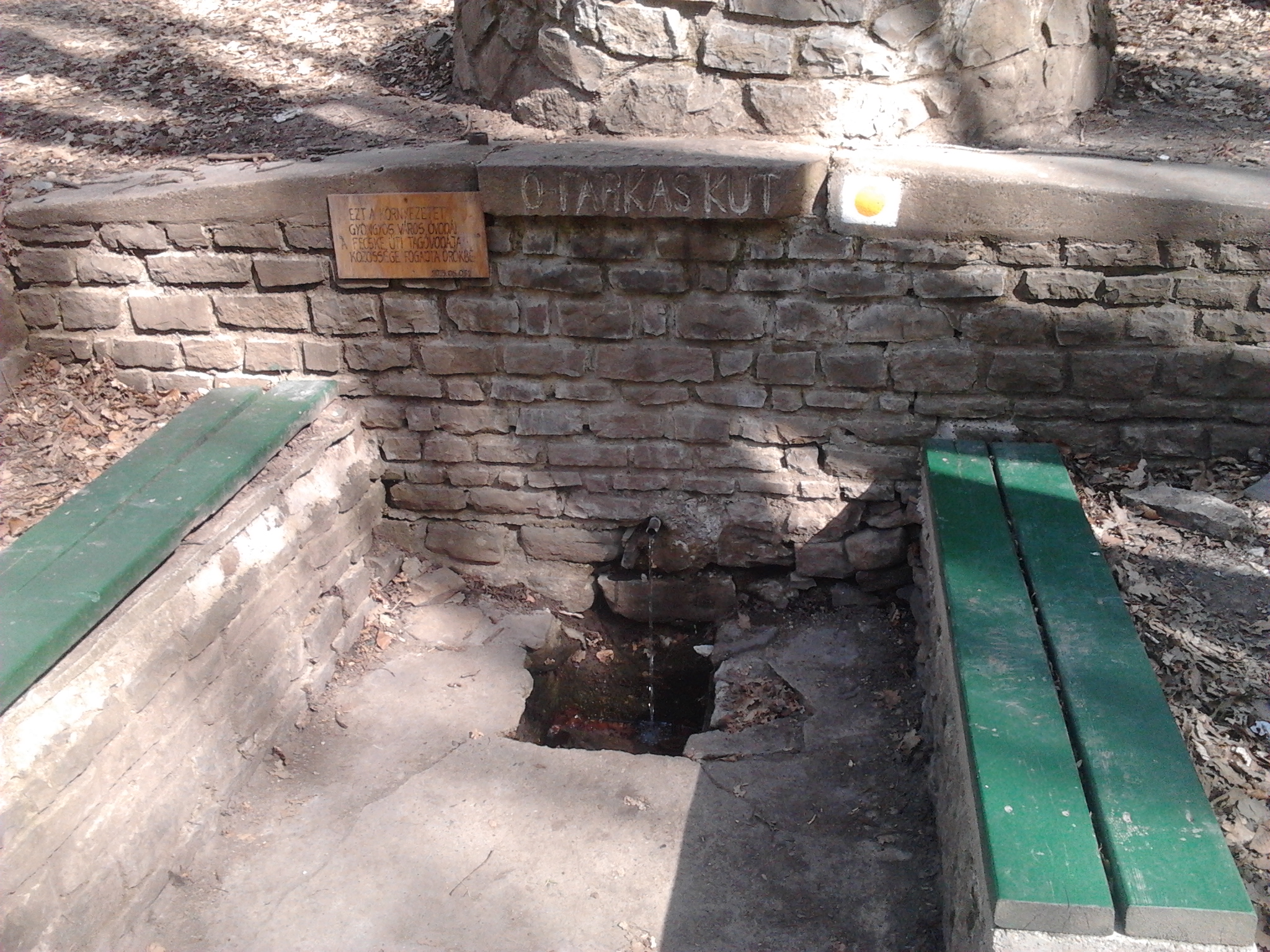
A Farkas-kút.a Mátrában, Sástótól északra. Vize iható

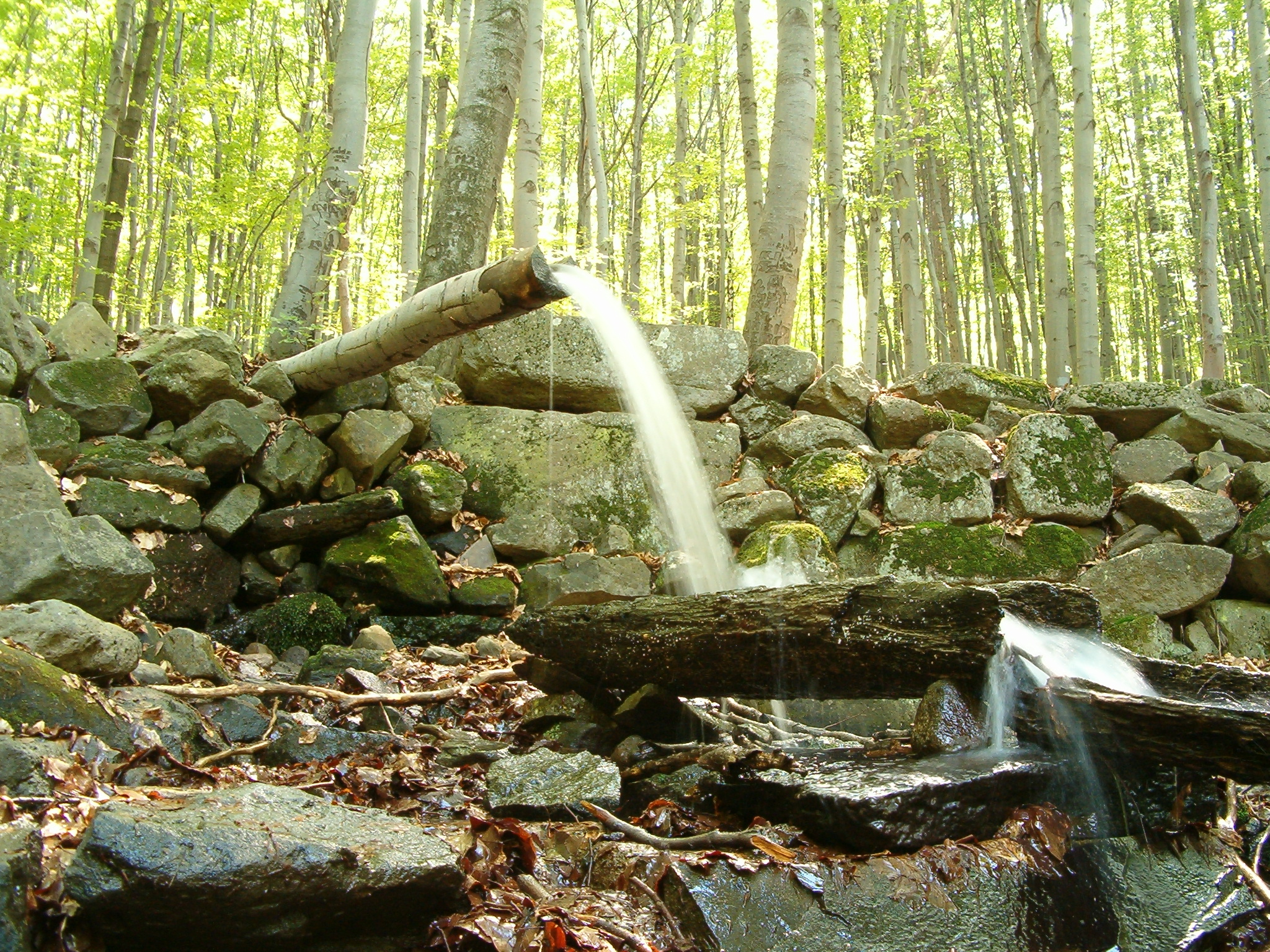
A Nagy-forrás a Mátrában

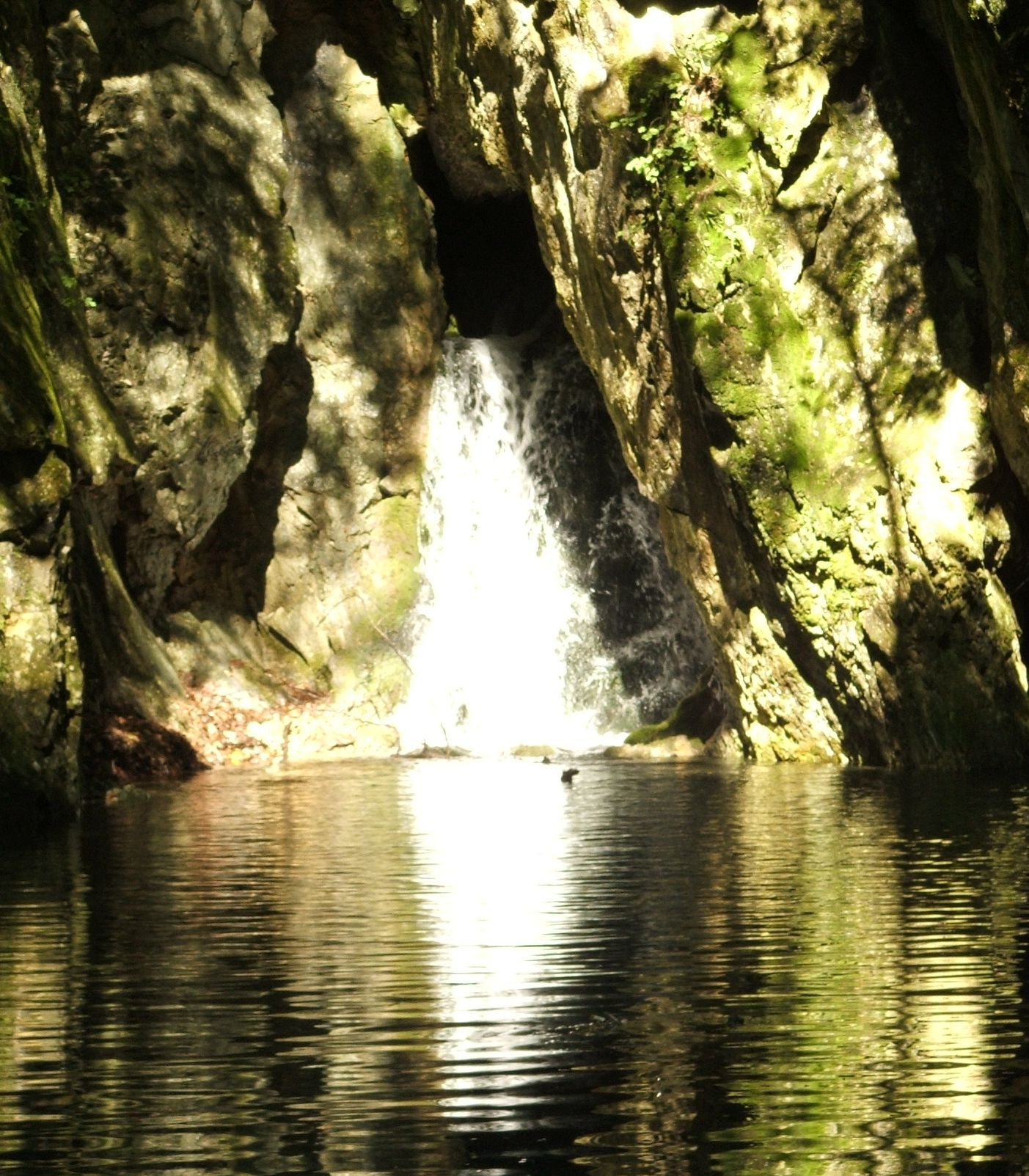
A Szikla-forrás a Szalajka-völgyben, Szilvásvárad közelében

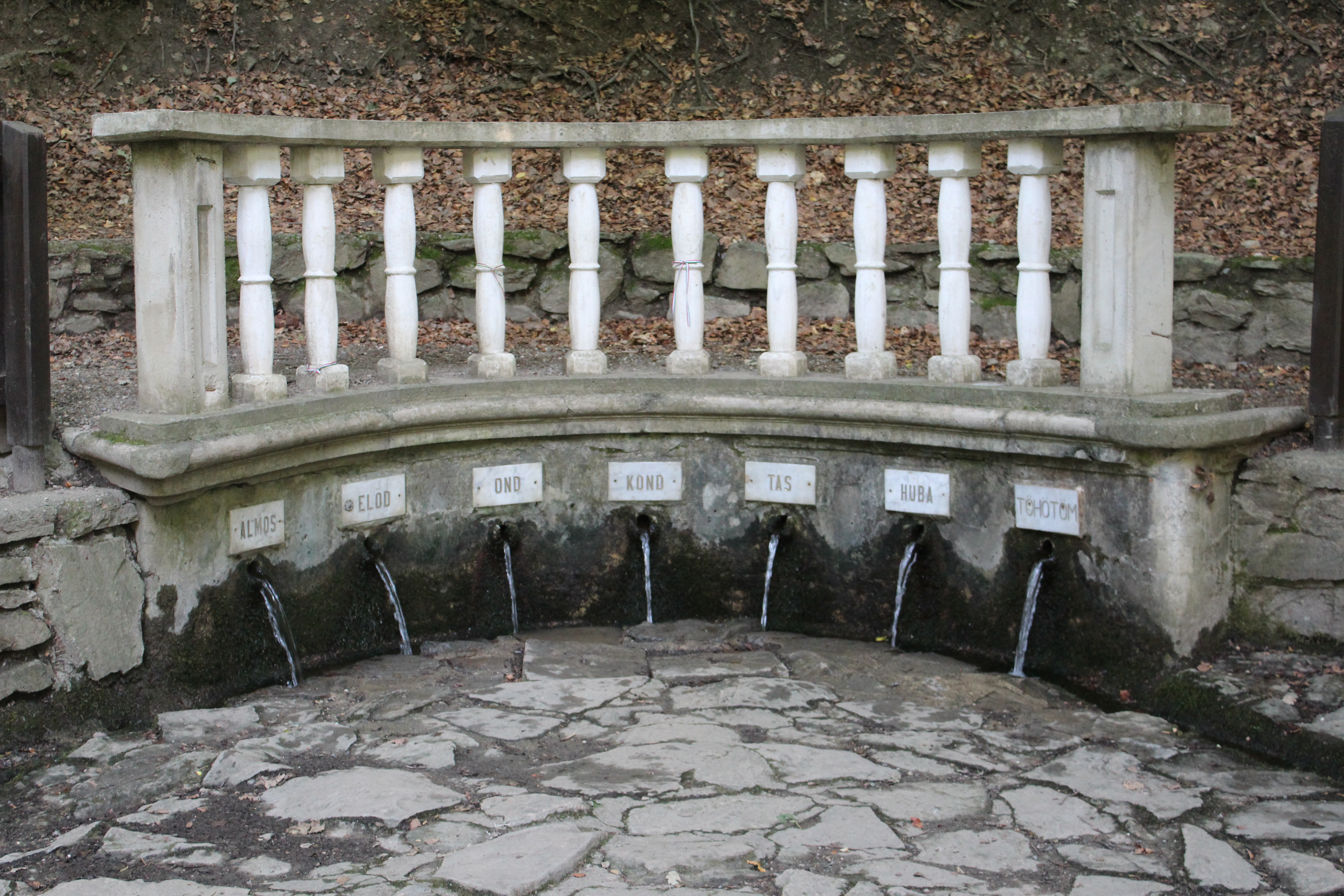
A Hetforrás a Kőszegi-hegységben

## Baranya vármegye
| Forrás neve               | Település                     | Fogyasztásra való alkalmasság |
| ------------------------- | ----------------------------- | ----------------------------- |
| Aligvár-forrás            | Boldogasszonyfa-Terecseny     | Fogyasztásra nem alkalmas     |
| Almás-forrás              | Almamellék-Sasrét             | Fogyasztásra nem alkalmas     |
| Andor-forrás              | Pécs Kozáry vadászház         | Fogyasztásra nem alkalmas     |
| Árnyas-forrás             | Pécs-Patacs                   | Fogyasztásra alkalmas         |
| Betyár-forrás             | Magyaregregy                  | Fogyasztásra alkalmas         |
| Bokor-forrás              | Orfű                          | Fogyasztásra alkalmas         |
| Büdös-kút                 | Orfű                          | Fogyasztásra nem alkalmas     |
| Csertetői-forrás          | Pécs-Szabolcsfalu             | Fogyasztásra alkalmas         |
| Cigányforrás              | Hetvehely                     | Fogyasztásra nem alkalmas     |
| Delelőkút                 | Pécs-Égervölgy                | Fogyasztásra nem alkalmas     |
| Éger-forrás               | Tormás                        | Fogyasztásra nem alkalmas     |
| Fecske-forrás             | Pécs-Égervölgy                | Fogyasztásra nem alkalmas     |
| Fodor-gyöpi kút           | Zengővárkony                  | Fogyasztásra nem alkalmas     |
| Gégen-kút                 | Pécs                          | Fogyasztásra alkalmas         |
| Gergely Éva-forrás        | Magyaregregy                  | Fogyasztásra alkalmas         |
| Gubacsos-forrás           | Orfű                          | Fogyasztásra nem alkalmas     |
| Harangláb-forrás          | Orfű-Tekeres                  | Fogyasztásra nem alkalmas     |
| Horgász-forrás            | Orfű-Tekeres                  | Fogyasztásra alkalmas         |
| Istenkúti-forrás          | Pécs                          | Fogyasztásra nem alkalmas     |
| Jámborka-forrás           | Almamellék                    | Fogyasztásra alkalmas         |
| Kancsal-forrás            | Pécs-Mecsekszentkút           | Fogyasztásra alkalmas         |
| Kis-Almás-forrás          | Almamellék-Sasrét             | Fogyasztásra nem alkalmas     |
| Kiss Lajos-forrás         | Kővágószőlős                  | Fogyasztásra nem alkalmas     |
| Kismélyvölgyi-forrás      | Pécs-Kismélyvölgy             | Fogyasztásra nem alkalmas     |
| Körtvélyesi-forrás        | Komló                         | Fogyasztásra alkalmas         |
| Laura-forrás              | Komló                         | Fogyasztásra nem alkalmas     |
| Laci-forrás               | Orfű                          | Fogyasztásra nem alkalmas     |
| Margit-forrás             | Mecsekjánosi                  | Fogyasztásra alkalmas         |
| Melegmányi-forrás         | Mánfa                         | Fogyasztásra nem alkalmas     |
| Mosó-kút                  | Pécsvárad                     | Fogyasztásra nem alkalmas     |
| Mosó-kút forrás           | Pécsvárad                     | Fogyasztásra nem alkalmas     |
| Nyársas-forrás            | Hetvehely                     | Fogyasztásra nem alkalmas     |
| Pálos-kút                 | Kővágószőlős                  | Fogyasztásra nem alkalmas     |
| Pásztor-forrás            | Magyaregregy                  | Fogyasztásra nem alkalmas     |
| Petőfi-forrás             | Pécs-Székely Bertalan u. 21/A | Fogyasztásra nem alkalmas     |
| Ravasz-kút                | Kovácsszénája                 | Fogyasztásra nem alkalmas     |
| Rigó-kút                  | Pécs-Árpádtető                | Fogyasztásra nem alkalmas     |
| Szentkút-forrás           | Mozsgó                        | Fogyasztásra nem alkalmas     |
| Szarvas-kút               | Hetvehely                     | Fogyasztásra alkalmas         |
| Széchenyi-forrás          | Pécs-Kismélyvölgy             | Fogyasztásra nem alkalmas     |
| Szent István-forrás       | Szágy                         | Fogyasztásra nem alkalmas     |
| Templom-forrás            | Máriakéménd                   | Fogyasztásra alkalmas         |
| Tibi Gábor-kút            | Kisvaszar                     | Fogyasztásra alkalmas         |
| Turista-forrás            | Orfű                          | Fogyasztásra nem alkalmas     |
| Várkút-forrás             | Magyaregregy                  | Fogyasztásra nem alkalmas     |
| Zarándok-forrás           | Hosszúhetény                  | Fogyasztásra alkalmas         |
| Zsolnay-kút               | Pécs                          | Fogyasztásra alkalmas         |
| Nagydeindoli ásott kút    | Pécs                          | Fogyasztásra nem alkalmas     |
| Kinizsi utca 4. ásott kút | Pécs-Kinizsi utca 4.          | Fogyasztásra nem alkalmas     |
| Nagydeindol 88. forrás    | Pécs-Nagydeindol              | Fogyasztásra nem alkalmas     |

## Csongrád-Csanád vármegye
| Forrás neve | Település | Fogyasztásra való alkalmasság |
| ----------- | --------- | ----------------------------- |
| Anna-forrás | Szeged    | Fogyasztásra alkalmas         |

## Komárom-Esztergom vármegye
| Forrás neve          | Település                                                    | Fogyasztásra való alkalmasság    |
| -------------------- | ------------------------------------------------------------ | -------------------------------- |
| Barti forrás         | é. sz. 47° 47′ 43″, k. h. 18° 45′ 60″47.795250°N 18.766600°E | Fogyasztásra alkalmas (2008)     |
| Falucskai forrás     | é. sz. 47° 47′ 48″, k. h. 18° 18′ 46″47.796583°N 18.312767°E | Fogyasztásra alkalmas (2024)     |
| Cigány forrás        | é. sz. 47° 47′ 13″, k. h. 18° 45′ 22″47.786983°N 18.756200°E | Fogyasztásra nem alkalmas (2008) |
| Csurgó kút           | é. sz. 47° 47′ 27″, k. h. 18° 50′ 47″47.790950°N 18.846300°E | Fogyasztásra nem javasolt (2002) |
| Diósvölgyi forrás    | é. sz. 47° 46′ 02″, k. h. 18° 46′ 31″47.767250°N 18.775183°E | Fogyasztásra nem alkalmas (2008) |
| Hideg forrás         | é. sz. 47° 48′ 51″, k. h. 18° 49′ 05″47.814050°N 18.818150°E | Fogyasztásra alkalmas (2003)     |
| Holop forrás         | é. sz. 47° 47′ 30″, k. h. 18° 46′ 27″47.791683°N 18.774250°E | Fogyasztásra alkalmas (2008)     |
| Kaincz György forrás | é. sz. 47° 45′ 08″, k. h. 18° 54′ 14″47.752300°N 18.903767°E | Fogyasztásra nem alkalmas (2008) |
| Lurdi Barlang forrás | Bajót                                                        | Fogyasztásra nem alkalmas (2008) |
| Majális-forrás       | é. sz. 47° 47′ 39″, k. h. 18° 48′ 54″47.794217°N 18.815067°E | Fogyasztásra alkalmas (2003)     |
| Szent János kút      | é. sz. 47° 47′ 54″, k. h. 18° 45′ 13″47.798317°N 18.753617°E | Fogyasztásra nem alkalmas (2008) |
| Vadvirág kút         | é. sz. 47° 48′ 22″, k. h. 18° 45′ 40″47.806067°N 18.761250°E | Fogyasztásra nem alkalmas (2008) |

## Veszprém vármegye
| Forrás neve    | Település | Fogyasztásra való alkalmasság |
| -------------- | --------- | ----------------------------- |
| Ciprián-forrás | Tihany    | Fogyasztásra alkalmas         |